# Sarah Finger
Sarah Finger née le 25 février 1967 à Saint-Étienne est une journaliste française, correspondante du quotidien Libération, spécialisée dans les questions de société. Elle a également approfondi  d'autres thèmes dans ses livres, comme celui des snuff movies et des perversions sexuelles. Elle est par ailleurs l'auteure de guides régionaux sur Montpellier et l'Aveyron.

## Liens avec L214
En 2022, une enquête d'Arrêt sur images révèle que Sarah Finger a tenté de dissimuler ses liens avec l'association L214 alors qu'elle écrit régulièrement au sujet de L214 dans Libération depuis 2015,.

## Œuvres
- Les Perversions sexuelles, Ellipses, 1998  (ISBN 978-2729858209)
- Sexualité et société, Ellipses, 2000  (ISBN 978-2729879228)
- La Mort en direct, snuff movies, Le Cherche midi Éditeur, 2001  (ISBN 978-2862748665)
- Montpellier d'Antan : Montpellier à travers la carte postale ancienne, Éditions Hervé Chopin, 2005  (ISBN 978-2911207365)
- L'Effet-Médias. Pour une sociologie critique de l'information, L'Harmattan, 2010  (ISBN 978-2729879228)
- La France d'antan, Éditions Hervé Chopin, 2015 (ISBN 978-2357201910)[6],[7]
- L'Aveyron : à travers la carte postale ancienne, Éditions Hervé Chopin, 2016  (ISBN 978-2357202986)
- La France d'antan, version collector, Éditions Hervé Chopin, 2024  (ISBN 978-2357208407)